# Tierras hechizadas
Tierras hechizadas es una película en blanco y negro de Argentina dirigida por Emilio Guerineau sobre el guion de Delia Morín y Rafael B. Esteban según la novela Tierras hechizadas de Adolfo Costa Du Rels que se produjo en 1948 y nunca fue estrenada comercialmente. Fue la única película dirigida por Guerineau.
El autor de la novela, Adolfo Costa Du Rels (1891-1980,) fue un escritor, dramaturgo y diplomático boliviano considerado uno de los autores más representativos de la literatura de su país. Se desempeñó como embajador en Argentina en 1943 y 1944 y su novela originalmente escrita en francés en 1931 con el título de Terres embrasées y publicada en español en 1940 como Tierras hechizadas está considerada una de las mejores novelas bolivianas.

## Reparto
- Ernesto Bianco
- Carlos Cores
- Dario Garzay
- Norma Giménez
- Fernando Labat
- Domingo Sapelli
- Malisa Zini